# Axel Rudi Pell
Axel Rudi Pell (ur. 27 czerwca 1960 w Bochum) – niemiecki gitarzysta.
Swoją karierę muzyczną rozpoczął z zespołem Steeler, z którym nagrał 4 płyty: Steeler 1984, Rulin' the Earth 1985, Strike Back 1986 oraz Undercover Animal 1988, po którego nagraniu postanowił rozpocząć solową karierę. Solowo zadebiutował, wydana w 1989, płytą Wild Obsession, do której nagrania zaprosił byłego członka Steeler – basistę Volkera Krawczaka oraz wokalistę Charliego Huhna. Aktualnie Axel ma na koncie 15 studyjnych albumów, oraz pozycję topowego heavymetalowego gitarzysty w Niemczech.

## Muzycy
| Obecny skład zespołu - Volker Krawczak – gitara basowa (od 1989) - Axel Rudi Pell – gitara (od 1989) - Ferdy Doernberg – instrumenty klawiszowe (od 1998) - Johnny Gioeli – śpiew (od 1998) - Bobby Rondinelli – perkusja (od 2013) |  | Byli członkowie zespołu - Thomas „Bodo” Smuszynski – gitara basowa (1989) - Jörg Deisinger – gitara basowa (1989) - Jörg Michael – perkusja (1989-1998) - George Hahn – instrumenty klawiszowe (1989) - Rüdiger König – instrumenty klawiszowe (1989) - Charlie Huhn – śpiew (1989) - Karl Holthaus – śpiew (1989) - Kai Raglewski – instrumenty klawiszowe (1990–1992) - Rob Rock – śpiew (1990–1991) - Jeff Scott Soto – śpiew (1992–1997) - Julie Greaux – instrumenty klawiszowe (1993–1996) - Christian Wolff – instrumenty klawiszowe (1997) - Mike Terrana – perkusja (1999–2013) |

## Dyskografia
| 1989                           | Wild Obsession - Data: 1 grudnia 1989 - Wydawca: Steamhammer           | –  | –  | –  | –  | —  |
| 1991                           | Nasty Reputation - Data: 1 maja 1991 - Wydawca: Steamhammer            | –  | –  | –  | –  | —  |
| 1992                           | Eternal Prisoner - Data: 1 października 1992 - Wydawca: Steamhammer    | –  | –  | –  | –  | —  |
| 1994                           | Between the Walls - Data: 1 czerwca 1994 - Wydawca: Steamhammer        | –  | –  | –  | 90 | —  |
| 1996                           | Black Moon Pyramid - Data: 3 marca 1996 - Wydawca: Steamhammer         | –  | –  | –  | –  | —  |
| 1997                           | Magic - Data: 21 maja 1997 - Wydawca: Steamhammer                      | –  | –  | –  | 77 | —  |
| 1998                           | Oceans of Time - Data: 21 sierpnia 1998 - Wydawca: Steamhammer         | –  | –  | –  | 58 | —  |
| 2000                           | The Masquerade Ball - Data: 10 kwietnia 2000 - Wydawca: Steamhammer    | –  | –  | –  | –  | —  |
| 2002                           | Shadow Zone - Data: 29 kwietnia 2002 - Wydawca: Steamhammer            | –  | –  | –  | 78 | —  |
| 2004                           | Kings and Queens - Data: 1 marca 2004 - Wydawca: Steamhammer           | –  | –  | –  | 40 | —  |
| 2006                           | Mystica - Data: 25 sierpnia 2006 - Wydawca: Steamhammer                | –  | 56 | –  | 27 | —  |
| 2007                           | Diamonds Unlocked - Data: 1 października 2007 - Wydawca: Steamhammer   | –  | –  | 91 | 60 | —  |
| 2008                           | Tales of the Crown - Data: 24 października 2008 - Wydawca: Steamhammer | –  | 56 | 81 | 41 | —  |
| 2010                           | The Crest - Data: 23 kwietnia 2010 - Wydawca: Steamhammer              | 68 | 45 | 38 | 22 | —  |
| 2012                           | Circle of the Oath - Data: 23 marca 2012 - Wydawca: Steamhammer        | 55 | 51 | 30 | 16 | —  |
| 2014                           | Into the Storm - Data: 17 stycznia 2014 - Wydawca: Steamhammer         | 40 | –  | 9  | 5  | 36 |
| 2016                           | Game of Sins - Data: 15 stycznia 2016 - Wydawca: Steamhammer           | 42 | –  | 42 | 11 | —  |
| 2018                           | Knights Call - Data: 23 marca 2018 - Wydawca: Steamhammer              | 26 | –  | 15 | 9  | —  |
| 2020                           | Sign of the Times - Data: 8 maja 2020 - Wydawca: Steamhammer           | 70 | –  | 11 | 5  | –  |
| 2021                           | Diamonds Unlocked II - Data: 30 lipca 2021 - Wydawca: Steamhammer      | 58 | –  | 11 | 7  | –  |
| 2022                           | Lost XXIII - Data: 15 kwietnia 2022 - Wydawca: Steamhammer             | 26 | –  | 11 | 2  | –  |
| 2024                           | Risen Symbol - Data: 14 czerwca 2024 - Wydawca: Steamhammer            | 13 | –  | 17 | 5  | –  |
| "—" pozycja nie była notowana. |                                                                        |    |    |    |    |    |

| 1995                           | Made in Germany - Data: 1 maja 1995 - Wydawca: Steamhammer                        | —  |
| 2002                           | Knights Live - Data: 21 października 2002 - Wydawca: Steamhammer                  | —  |
| 2002                           | Knight Treasures (Live and More) (DVD) - Data: 9 grudnia 2002 - Wydawca: SPV GmbH | —  |
| 2008                           | Live over Europe (DVD) - Data: 25 lutego 2008 - Wydawca: Steamhammer              | 56 |
| 2010                           | One Night Live (DVD) - Data: 22 lutego 2010 - Wydawca: Steamhammer                | —  |
| 2013                           | Live on Fire (BOX) - Data: 22 marca 2013 - Wydawca: Steamhammer                   | 51 |
| "—" pozycja nie była notowana. |                                                                                   |    |

| 1993                           | The Ballads - Data: 7 września 1993 - Wydawca: Steamhammer                 | –  | —  |
| 1999                           | The Ballads II - Data: 1 marca 1999 - Wydawca: Steamhammer                 | –  | —  |
| 2000                           | The Wizards Chosen Few - Data: 30 października 2000 - Wydawca: Steamhammer | –  | —  |
| 2004                           | The Ballads III - Data: 25 października 2004 - Wydawca: Steamhammer        | –  | —  |
| 2005                           | The Magic Fingers - Data: 2005 - Wydawca: SPV GmbH                         | –  | —  |
| 2009                           | Best Of: Anniversary Edition - Data: 1 czerwca 2009 - Wydawca: SPV GmbH    | –  | —  |
| 2011                           | The Ballads IV - Data: 23 września 2011 - Wydawca: Steamhammer             | 29 | 53 |
| "—" pozycja nie była notowana. |                                                                            |    |    |